# Moris (cantor)
Mauricio "Moris" Birabent (Buenos Aires, 19 de novembro de 1942) é um cantor, músico e compositor argentino. Junto com Litto Nebbia, Javier Martínez, Miguel Abuelo, Pajarito Zaguri e Tanguito, foi considerado um dos pioneiros mais destacados do rock em espanhol.
Moris, mais do que uma figura do rock argentino, é uma figura de rock espanhol em toda a sua amplitude global, gerando pontes culturais entre a Argentina e a Espanha, graças ao seu trabalho em ambos os países. Seu legado é tão influente que, até hoje, ele é talvez a única figura cult comum às cenas dos dois países. Em 1966, foi um dos pilares do rock na Argentina e, dez anos depois, em 1976, uma influência fundamental para a consolidação do rock em espanhol na própria Espanha. Perante isto, a Fundação Konex concedeu a Menção Especial à Trajetória em 2015 pela sua inestimável contribuição para a música popular.

## Discografia

### Solo
- 1970 - 30 Minutos de Vida
- 1973 - Ciudad de Guitarras Callejeras
- 1979 - Fiebre de Vivir
- 1980 - Mundo Moderno
- 1981 - Las Obras de Moris
- 1982 - ¿Dónde están las Canciones?
- 1985 - Señor Rock, Presente
- 1987 - Moris y Amigos
- 1995 - Sur y Después
- 2005 - Cintas Secretas
- 2011 - Familia Canción (gravado com Antonio Birabent)
- 2016 - Ayer, Hoy y Siempre

### Com "Los Beatniks"
- 1966 - Single "Rebelde / No finjas más"